# オクチャーブリスカヤ駅 (カルーシュスコ＝リーシュスカヤ線)
座標: 北緯55度43分50秒 東経37度36分40秒 / 北緯55.7306度 東経37.6112度
オクチャーブリスカヤ駅（オクチャーブリスカヤえき、ロシア語: Октябрьская）は、モスクワ地下鉄6号線の駅。

## 歴史
1962年10月13日に開業した。

## 乗り換え
- オクチャーブリスカヤ駅（モスクワ地下鉄5号線）